# Dème de Chalkidóna
Le dème de Chalkidóna (en grec moderne : Δήμος Χαλκηδόνος) est un dème situé dans la périphérie de Macédoine-Centrale en Grèce. Le dème actuel est issu de la fusion en 2011 entre les dèmes d'Ágios Athanásios, de Chalkidóna et de Koufália. C'est une banlieue de Thessalonique, peuplée en grande partie de descendants de Grecs chassés de Turquie ou de Bulgarie en application du Traité de Lausanne.

## Galerie de photographies

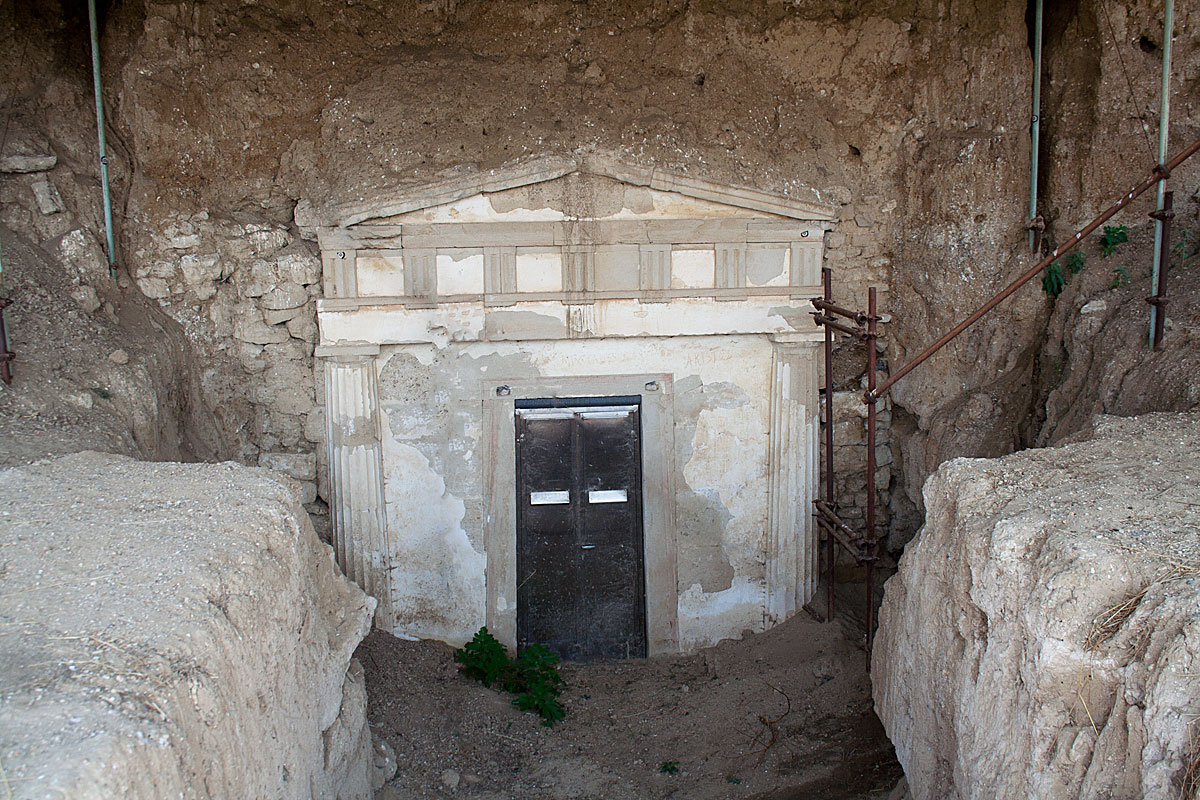
Tumulus à Gefyra.
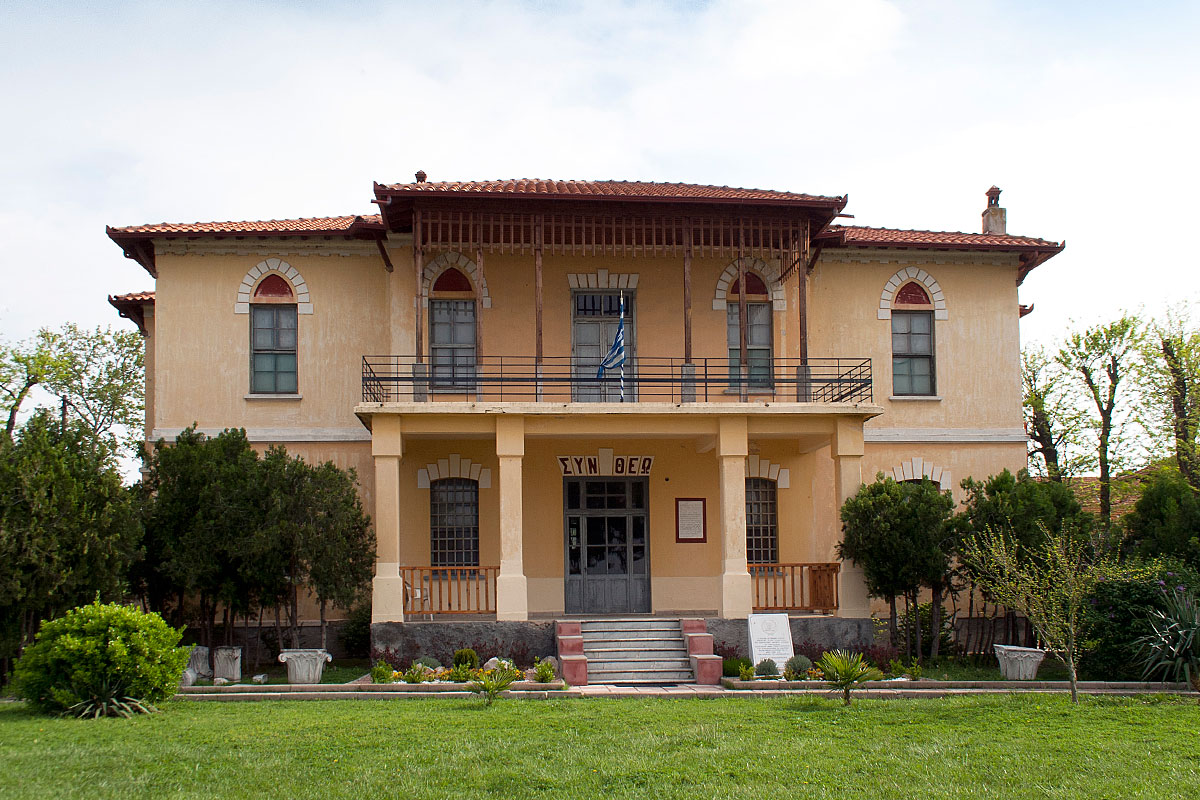
Musée de la Guerre de 1913 à Gefyra.
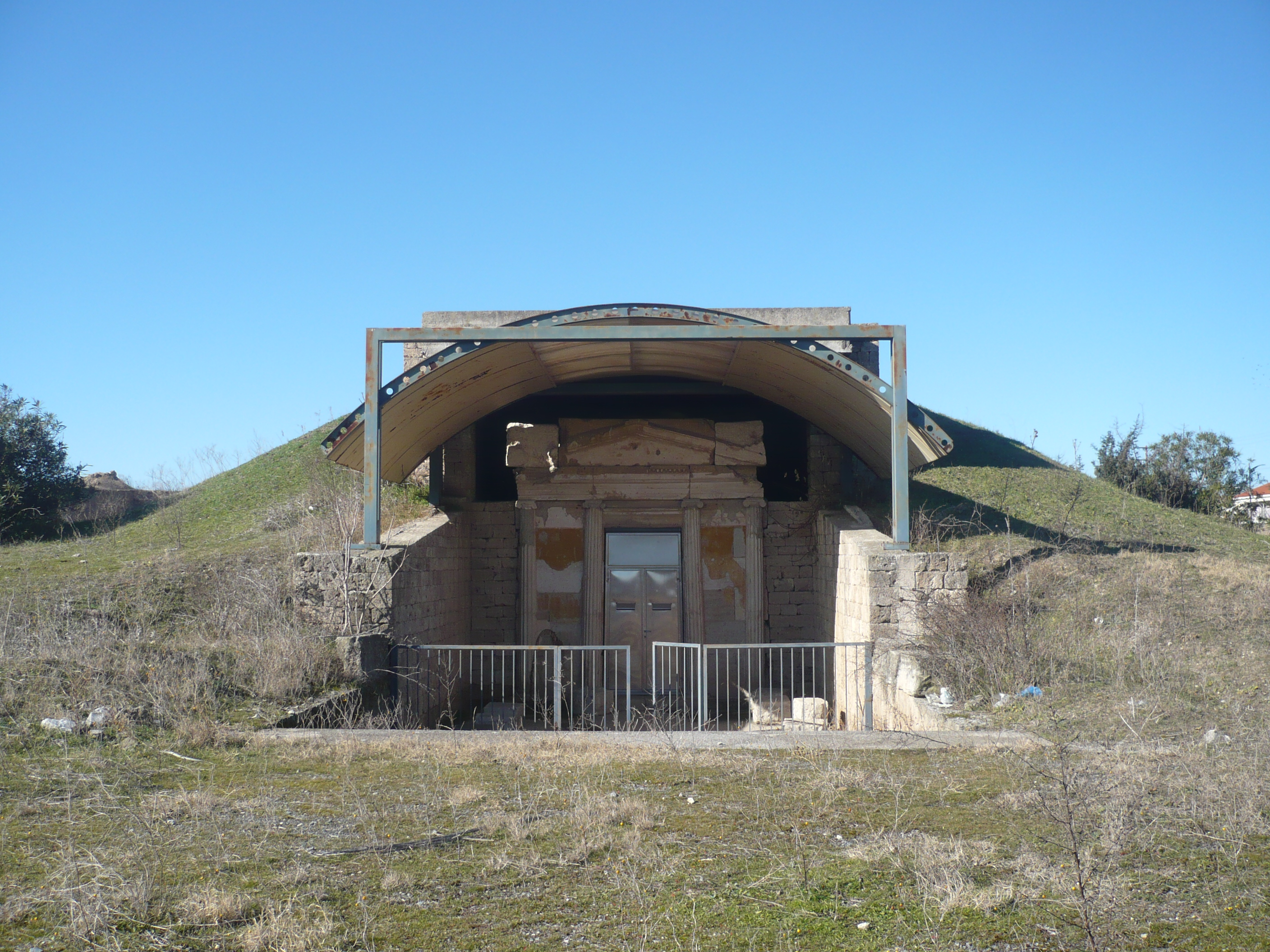
Tumulus à Agios Athanasios.
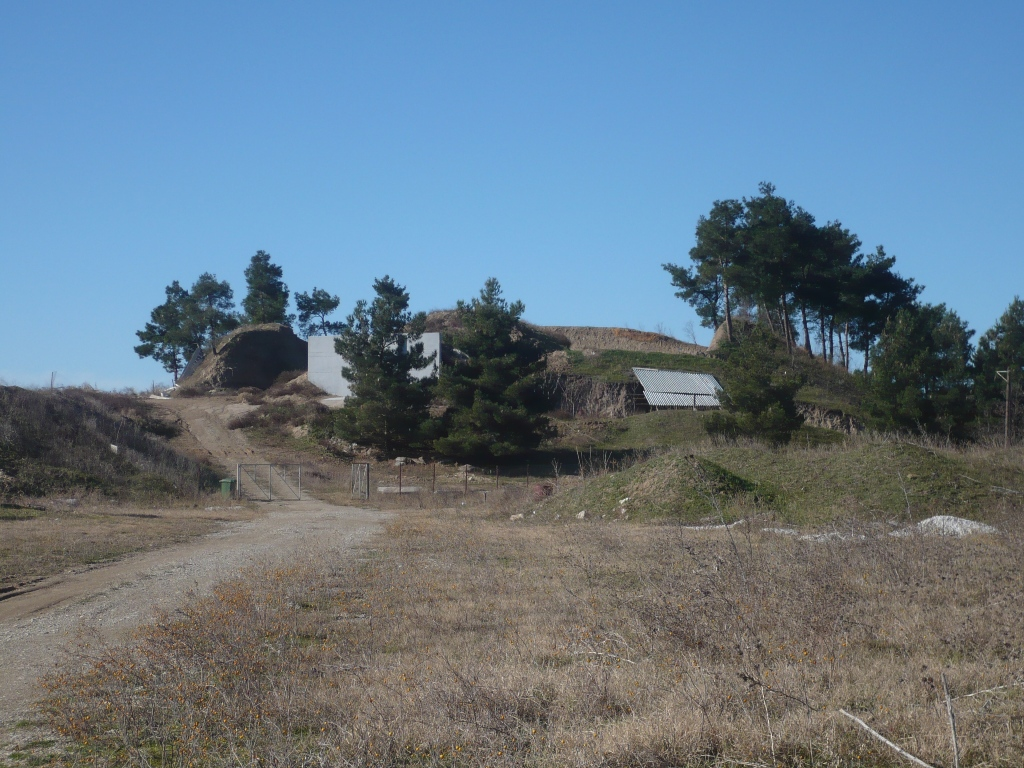
Tumulus à Agios Athanasios.